# Льеж — Бастонь — Льеж Фамм
Льеж — Бастонь — Льеж Фамм (фр. Liège-Bastogne-Liège Femmes) — шоссейная однодневная велогонка, проходящая по территории Бельгии с 2017 года. Является женской версией мужской гонки Льеж — Бастонь — Льеж.

## История
Гонка была создана в 2017 году и сразу вошла в календарь Женского мирового тура UCI. Победительницей дебютной гонки стала нидерландка Анна ван дер Брегген.
В 2020 году из-за пандемии COVID-19 была перенесена на октябрь.
После создания Льеж — Бастонь — Льеж в женском шоссейном велосезоне стало то же трио арденнских гонок, что и в мужском. Другими двумя гонками этого трио являются Флеш Валонь, которая проводится с 1998 года, и Амстел Голд Рейс, перезапущенная в 2017 году.
Организатором выступает Amaury Sport Organisation. Проводится в один день с мужской гонкой после Флеш Валонь и Амстел Голд Рейс.

## Маршрут

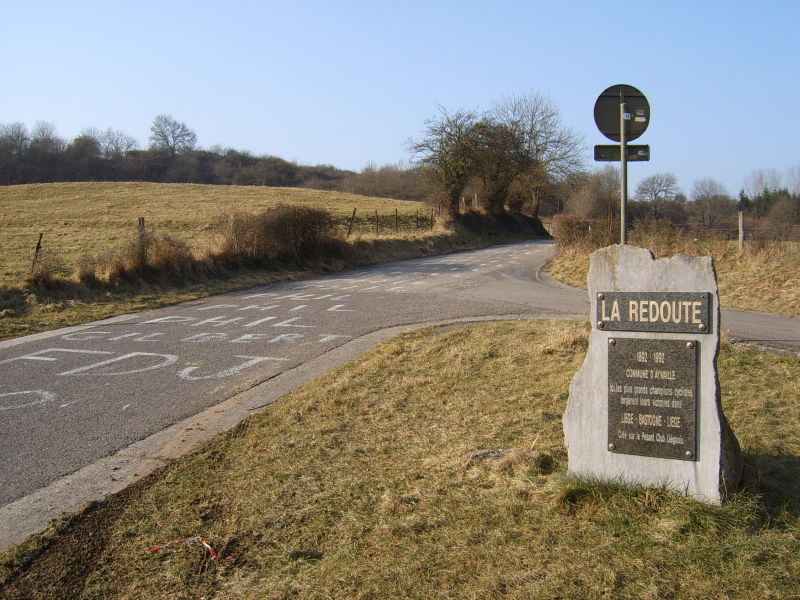
Подъём Côte de La Redoute

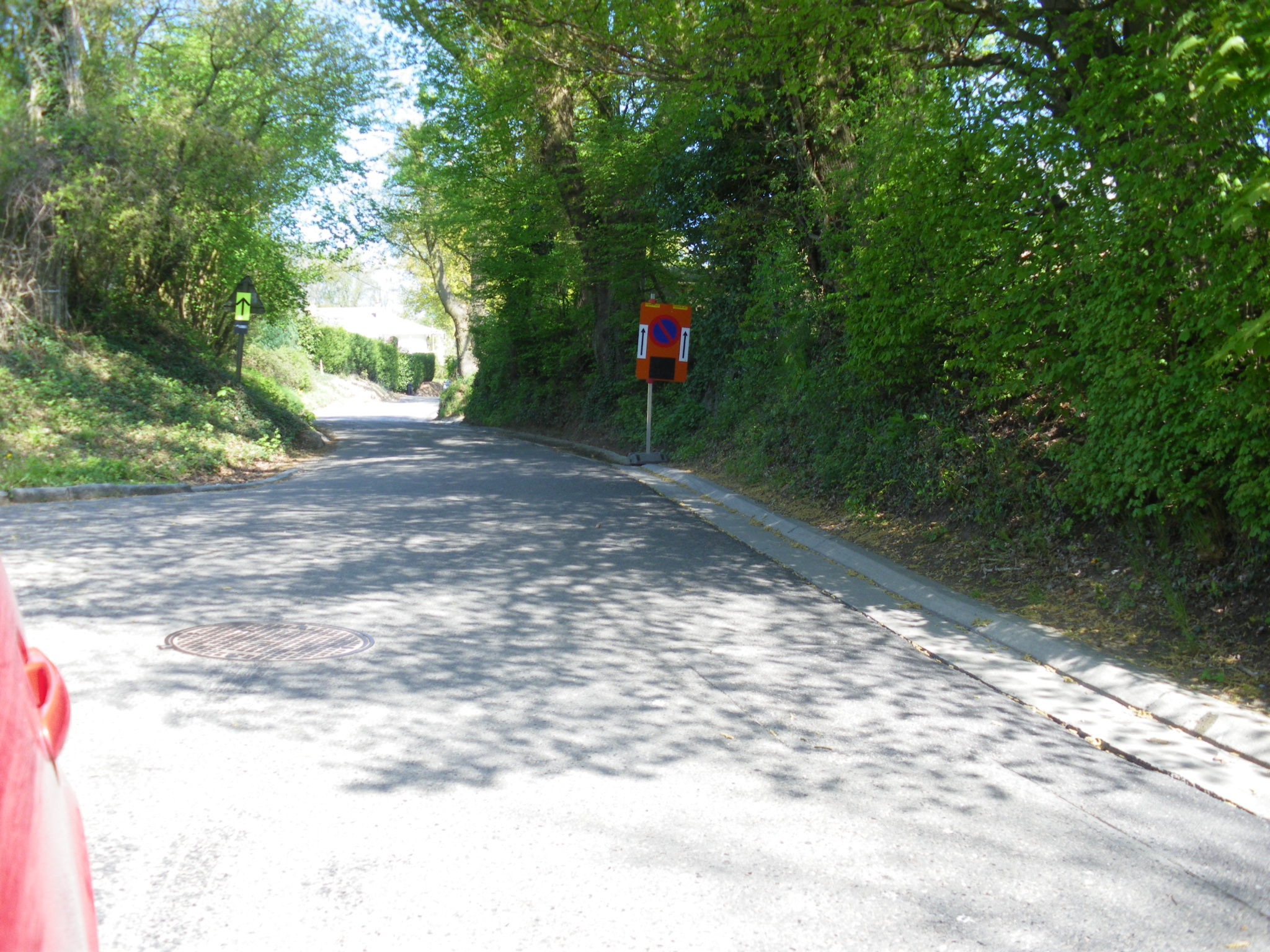
Подъём Côte de la Roche aux faucons

В отличие от мужской гонки, старт располагается в Бастони. После этого дистанция направляется на север в направлении Льежа и проходит через Арденны где включает несколько подъёмов. Их число постепенно увеличилось с 4 до 7, постоянными из которых являются Côte de La Redoute (2 км с градиентом 8,9 % примерно за 30 км до финиша) и Côte de la Roche aux faucons (1,3 км с градиентом 11 % примерно за 13,4 км до финиша)
Финиширует гонка там же где и мужская. Изначально это было в Ансе, пригород Льежа, незадолго до которого располагался подъём Côte de Saint-Nicolas (1,2 км с градиентом 8,6 % примерно за 5,5 км до финиша). С 2019 года финиш (как и мужчин) переместился в Льеж, что исключило подъём Côte de Saint-Nicolas из маршрута.
Протяжённость дистанция от 130 до 140 км, что составляет примерно половину протяжённости мужской гонки. Последние примерно 50 км повторяют финальную часть мужской дистанции.
|                                                              |  |
| Профиль маршрута с финишем в Анси (слева) и в Льеже (справа) |  |

## Призёры
| Год  | Победитель           | Второй              | Третий              |
| ---- | -------------------- | ------------------- | ------------------- |
| 2017 | Анна Ван дер Брегген | Элизабет Дейнан     | Катажина Невядома   |
| 2018 | Анна Ван дер Брегген | Аманда Спратт       | Аннемик ван Влётен  |
| 2019 | Аннемик ван Влётен   | Флортье Макай       | Деми Воллеринг      |
| 2020 | Элизабет Дейнан      | Грейс Браун         | Эллен Ван Дейк      |
| 2021 | Деми Воллеринг       | Аннемик ван Влётен  | Элиза Лонго Боргини |
| 2022 | Аннемик ван Влётен   | Грейс Браун         | Деми Воллеринг      |
| 2023 | Деми Воллеринг       | Элиза Лонго Боргини | Марлен Рёссер       |
| 2024 | Грейс Браун          | Элиза Лонго Боргини | Деми Воллеринг      |
| 2025 | Кимберли Ле Корт     | Пак Питерс          | Деми Воллеринг      |